# Jürgen Rollmann
Jürgen Rollmann (Gelnhausen, 17 ottobre 1966) è un allenatore di calcio, dirigente sportivo ed ex calciatore tedesco, di ruolo portiere.

## Palmarès

### Giocatore

#### Competizioni nazionali
- Coppa di Germania: 1

Werder Brema: 1990-1991

#### Competizioni internazionali
- Coppa delle Coppe: 1

Werder Brema: 1991-1992